# Cesare Pinarello
Cesare Pinarello (* 5. Oktober 1932 in  Treviso; † 2. August 2012 in Treviso) war ein italienischer Bahnradsportler.
Bei den Olympischen Spielen 1952 in Helsinki errang Cesare Pinarello die Bronzemedaille im Tandemrennen gemeinsam mit Antonio Maspes. Vier Jahre später konnte er diesen Erfolg mit Giuseppe Ogna bei den Spielen in Melbourne wiederholen.
1953 wurde Pinarello Vize-Weltmeister im Sprint der Amateure. Zweimal, 1953 und 1955, wurde er zudem Italienischer Meister im Sprint, 1954 wurde er Vize-Meister. Als Amateur siegte er im Grand Prix Kopenhagen 1953. 1957 wechselte er ins Lager der Berufsfahrer. Der dritte Platz bei den Meisterschaften im Sprint 1958 blieb dabei sein bestes Ergebnis. Bis 1968 bestritt er weiter Bahnrennen und beendete dann seine Laufbahn zum Ende des Jahres.
Cesare Pinarello hatte keine Verbindung zur bekannten Fahrrad-Firma Pinarello.